# Lijst van burgemeesters van Vught
Dit is een lijst van burgemeesters van de Nederlandse gemeente Vught in de provincie Noord-Brabant.
| Foto | Ambtsperiode | Naam burgemeester                                         | Partij of stroming | Bijzonderheden                     |
| ---- | ------------ | --------------------------------------------------------- | ------------------ | ---------------------------------- |
|      | 1811 - 1813  | Joannes Baptist ridder de van der Schueren                |                    | maire                              |
|      | 1814 - 1832  | jhr. Jacob van Beresteijn                                 |                    |                                    |
|      | 1832 - 1836  | Abraham Arnoldus Josephus Verster (1781-1836)             |                    |                                    |
|      | 1836 - 1852  | Dirk Molhuijsen                                           |                    |                                    |
|      | 1852 - 1867  | Jacobus P. van Miert                                      |                    |                                    |
|      | 1867 - 1879  | Petrus van Heeswijk                                       |                    |                                    |
|      | 1880 - 1886  | Johan C. Marggraff                                        |                    |                                    |
|      | 1886 - 1894  | Aloysius M.J.Th. van Rijckevorsel                         |                    |                                    |
|      | 1894 - 1899  | Gosewinus M.A.J. van Heeswijk                             |                    |                                    |
|      | 1899 - 1923  | August W.J. van Lanschot                                  |                    |                                    |
|      | 1924 - 1930  | jhr.mr. W.J.M. van de Poll                                |                    |                                    |
|      | 1930 - 1944  | mr. H.J.M. Loeff                                          |                    |                                    |
|      | 1945 - 1946  | Mr. C.A.G.W. van de Pol                                   |                    | waarnemend                         |
|      | 1946 - 1959  | jhr.mr. F.J.C.M. van Rijckevorsel                         |                    | schoonzoon van A.W.J. van Lanschot |
|      | 1960 - 1964  | J.A.M. Rouppe van der Voort                               |                    |                                    |
|      | 1965 - 1978  | mr. H.L.F.M. baron van Hövell van Wezeveld en Westerflier | VVD                |                                    |
|      | 1979 - 1988  | Dirk Reitsma                                              | VVD                |                                    |
|      | 1989 - 1999  | Fred de Graaf                                             | VVD                |                                    |
|      | 1999 - 1999  | Ies Keijzer                                               | VVD                | waarnemend                         |
|      | 1999 - 2006  | Jan de Groot                                              | VVD                |                                    |
|      | 2006 - 2007  | Joep Baartmans-van den Boogaart                           | PvdA               | waarnemend                         |
|      | 2007 - 2025  | Roderick van de Mortel                                    | VVD                |                                    |
|      | 2025 - heden | Chantal Nijkerken-de Haan                                 | VVD                |                                    |